# Yumie Hiraiwa
Yumie Hiraiwa (平岩 弓枝, Hiraiwa Yumie, Tóquio, 15 de março de 1932 – Tóquio, 9 de junho de 2023) foi uma autora japonesa, vencedora do  Prêmio Naoki e condecorada com a Ordem da Cultura.

## Vida
Hiraiwa nasceu em Tóquio em 1932, filha do sacerdote do Santuário de Yoyogi Hachiman. Depois de se formar no Departamento de Literatura Japonesa da Universidade de Mulheres do Japão, a aspirante a autora estudou sob a tutela do romancista Togawa Yukio, e tornou-se membro do Shinyo-kai, uma organização para promover a literatura, criada em memória do romancista Hasegawa Shin. Em 1959, seu trabalho, Taganeshi, ganhou o Prêmio Naoki.

## Obras
Entre seus trabalhos mais famosos está a série histórica de detetives Onyado Kawasemi. Suas obras abrangem uma ampla variedade de gêneros, incluindo romances históricos e contemporâneos, mistérios, romances sobre adolescência e roteiros para peças teatrais e dramas de televisão. Em 1987, tornou-se membro do comitê responsável pela escolha do recipiente do Prêmio Naoki.